# Київський Безпековий Форум
Ки́ївський Безпе́ковий Фо́рум (КБФ) (англ. Kyiv Security Forum) – щорічний міжнародний форум, який проводиться в Києві. Щороку понад 800 міжнародних і українських лідерів, представників політичних, ділових та громадських кіл із понад 35 країн світу обговорюють глобальні безпекові тенденції та виклики в сучасних міжнародних відносинах.
Київський Безпековий Форум був започаткований Фондом Арсенія Яценюка «Відкрий Україну» у 2007 році. Форум є щорічним заходом, дискусією на високому рівні, щодо актуальних питань національної безпеки України, Чорноморського регіону, питань безпеки у Європі та глобальної безпеки у світі.

## Про Форум
Питання, які обговорюються під час КБФ, стосуються вирішення регіональних конфліктів, економічної та енергетичної безпеки, кібербезпеки, проблем організованої злочинності, торгівлі людьми, нелегальної міграції та біженців. Учасники Форуму щороку намагаються знайти рішення для подолання актуальних проблем управління кордонами, корупції, тероризму, нерозповсюдження ядерної та звичайної зброї та ін.
Щорічний КБФ перетворився на провідну регіональну дискусійну платформу і створює можливість для обміну поглядами на європейську безпеку в атмосфері відкритого та неформального діалогу. Форум об'єднує представників урядів та незалежних експертів, представників регіональних та глобальних організацій, впливових інтелектуалів, політиків, представників академічної спільноти та журналістів.
Мета Київського Безпекового Форуму:
- покращення співробітництва між Україною та сусідніми країнами, між країнами ЄС та Чорноморським регіоном у питаннях безпеки;
- підвищення обізнаності ключових регіональних гравців щодо регіонального розвитку;
- підвищення ролі незалежних та неурядових акторів у визначенні порядку денного по питаннях європейської та глобальної безпеки.

## 10-ий Київський Безпековий Форум
Під час ювілейного Форуму, 6 квітня 2017 року, Президент України Петро Порошенко оголосив про результати голосування в Європарламенті щодо резолюції про скасування візового режиму для українських громадян і надання безвізу для України.

## 11-ий Київський Безпековий Форум
Учасниками 11-го Форуму були Прем'єр-міністри — України Володимир Гройсман, Литовської Республіки Саулюс Скверняліс, Республіки Молдова Павел Філіп, Спеціальний представник Президента та Уряду Турецької Республіки, Міністр внутрішніх справ Сойлу Сулейман, нинішні та колишні керівники Міністерств оборони країн ЄС, США, Грузії, високі представники Європейських парламентів, високопоставлені дипломати Сполучених Штатів, Великої Британії, Німеччини, провідні безпекові експерти з Вашингтона, Брюсселя, Парижа.

## 12-ий Київський Безпековий Форум
Форум 2019 року пройшов під назвою: «Невтомна хвиля: Стратегічний вибір України та Заходу». Образ «невтомної хвилі» — це посилання на однойменну книгу сенатора США Джона МакКейна, про справу якого та підтримку України, зокрема, йшлося на Форумі.

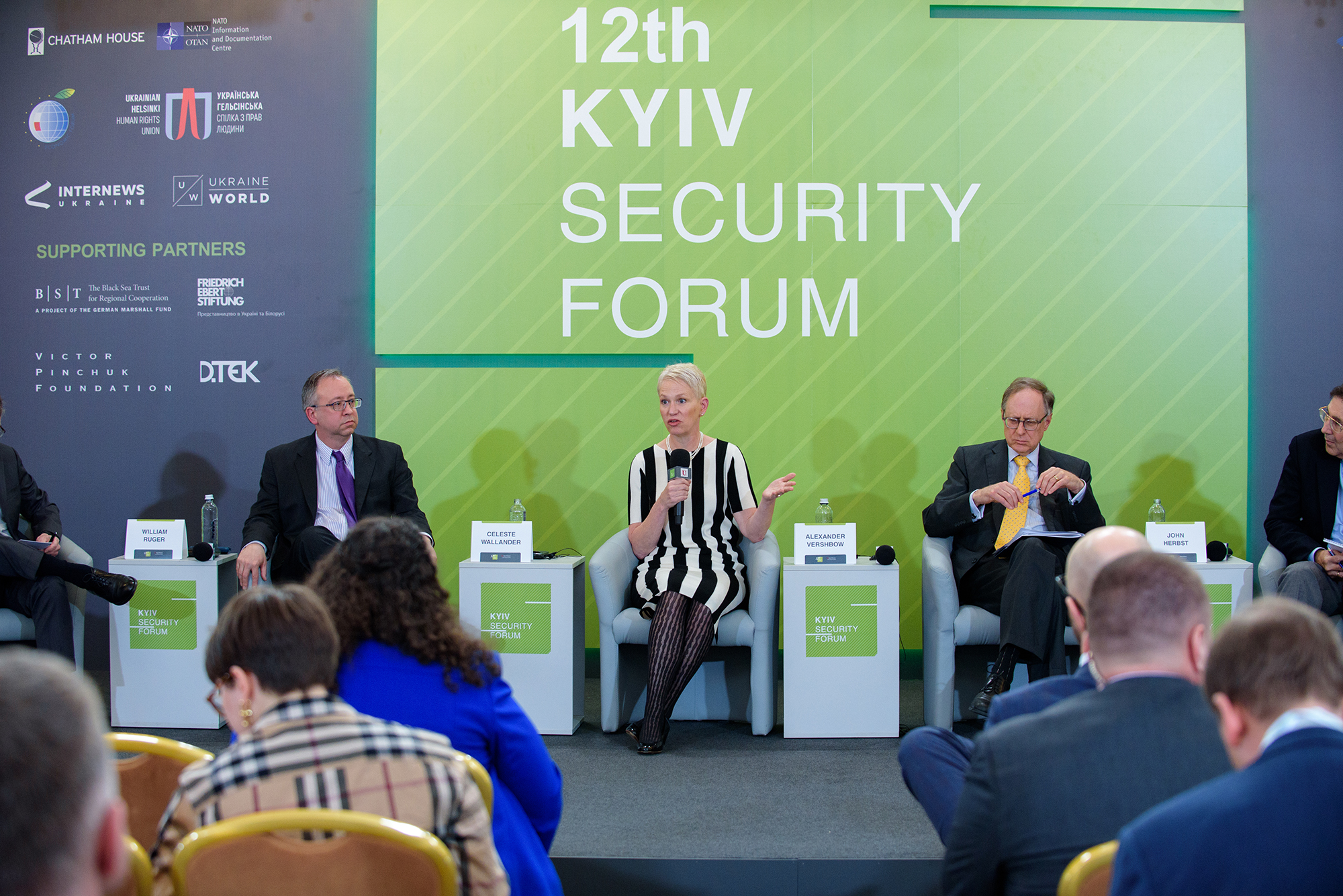
Панельна дискусія Форуму 2019-го року

12-ий Київський Безпековий зібрав рекордну кількість учасників — понад 1000. Серед них — високі представники української держави та державного керівництва, дипломатії й експертного середовища із понад 20 країн світу.
Форум проходив між першим і другим туром президентських виборів, тому не випадково, що основна увага учасників була зосереджена на зовнішньополітичних і безпекових пріоритетах, які пропонують претенденти на посаду глави держави.
Під час 15 панельних дискусій Форуму було обговорено такі напрямки як: стратегічний вибір України і Заходу, політична, економічна, безпекова і культурна взаємозалежність України і західного світу.
Окрема дискусія була присвячена відносинам України і НАТО та перспективам отримання плану набуття членства в Альянсі. Євроатлантична тема була також у центрі уваги американської панелі — широкої експертної дискусії, присвяченої зовнішній політиці США у час президентства Дональда Трампа, яку Київський Безпековий Форум проводив спільно з Атлантичною Радою.
У рамках Форуму провели також серію регіональних сесій, серед яких панель про стратегічне партнерство Києва і Варшави та спеціальний захід, присвячений безпековим аспектам взаємодії між Україною, Румунією і Молдовою.

## Спеціальний Київський Безпековий Форум
Спеціальний Київський Безпековий Форум проходив з дотриманням особливих умов та за спеціально розробленим Протоколом. Назва Форуму 2020-го року стала: «Імунітет Східної Європи: Вакцина свободи проти вірусу поневолення». У заході взяли участь провідні політики, дипломати і громадські діячі з України, Європи та США.
Із спеціальними посланнями до учасників звернулися філософ Френсіс Фукуяма та Дональд Туск, колишній президент Європейської Ради.
Білоруська правозахисниця і політична діячка Світлана Тихановська у відеозверненні подякувала українцям за підтримку мирних протестів в її країні, наголосивши, що білорусів надихнув приклад України.
Окремими панельними дискусіями було організовано національну та трансатлантичну сесії. Остання проводилася спільно з Атлантичною Радою.
Закриваючи захід, голова Київського Безпекового Форуму Арсеній Яценюк наголосив: «Настане час, коли на цьому Форумі будуть виступати президенти і прем'єр-міністри України, яка буде членом НАТО і ЄС. На це потрібен тільки час і зусилля. Час у нас є. Зусилля треба прикладати. А віра в те, що Україна стане гідним членом ЄС і НАТО, і що Україна переможе в боротьбі за своє європейське успішне майбутнє, — є в кожного українця».

## Київський Безпековий Форум для молоді
Київський Безпековий Форум для молоді — платформа для обговорення молодими експертами актуальних питань міжнародних відносин та зовнішньої політики України.
Метою форуму є посилення ролі нового покоління експертів, покращення їх вміння брати участь у процесі політичного аналізу та розвитку.